# Лексика японської мови
Лексика японської мови — словниковий склад японської мови.
Споконвічно японські слова, не запозичені з китайської мови під час появи писемності в VI ст., складають групу слів ваґо (和語), тоді як запозичені слова з онних читань складають групу канґо (漢語).
Слова з групи ваго, як правило, мають один ієрогліфічний корінь: 皿 (сара, тарілка), 美しい (уцукуші:, красивий), 見える (міеру, виднітися), можуть представляти поєднання ієрогліфів, що читаються в кунному читанні, : 花火 (ханабі, феєрверк).
Слова з групи канго, як правило, багатокорінні (декілька ієрогліфів), хоча є і поодинокі ієрогліфи, вимовні в онному читанні, : 本 (хон, книга) 書 (це, почерк, книга) 禁じる (кінджіру, забороняти). Деякі складні слова в китайській і японській мовах записуються однаково і мають схожі значення: 教室 (кьо: шіцу, кит. jiàoshì/цзяоши, авдиторія) 同志 (до: ші, кит. tóngzhì/тунчжи, товариш) 学生 (гакусэй, кит. xuésheng/сюэшэн, студент). Для складних слів використовуються різні моделі. Ось найбільш поширені: визначення + визначуване : 石炭 (секітан, кам'яне вугілля, від 石, секі — ієрогліф з сенсом камінь (далі — просто тире) і 炭, тан — вугілля) 鉄道 (тецудо:, залізниця, від 鉄, тецу — залізо і 道, до: — дорога) 戦場 (сенджьо:, поле битви, від 戦, сен — битва і 場, джьо: — місце);
дія + об'єкт: 製図 (сейдзу, креслення, від 製, сей — виготовляти і 図, дзу — схема, графік) 帰国 (кікоку, повернення на батьківщину, від 帰, кі — повертатися і 国, коку — країна, батьківщина);
складання синонімічного кореня : 製造 (сейдзо:, виготовлення, від 製, сей — виготовляти і 造, дзо: — виготовляти)
складання антонімічного кореня : 長短 (чьо: тан, довжина, від 長, чьо: — довгий і 短, тан — короткий).
До наявних слів можуть приєднуватися афікси для творення нових слів :
-学 (-ґаку), для назв наук : 言語 (ґенґо, мова) — 言語学 (ґенґоґаку, лінгвістика), 地理 (чірі, Земна куля) — 地理学 (чіріґаку, географія);
-計 (-кей), для назв вимірювальних приладів : 気圧 (кіацу, атмосферний тиск) — 気圧計 (кіацукей, барометр);
-所 (-шьо, -джьо), для назв установ : 裁判 (сайбан, суд(процес)) — 裁判所 (сайбаншьо, суд (установа)).
У японській мові великий пласт запозичень, особливо з англійської мови. Ці слова повторюють читання, але не написання відповідних англійських слів : ジュース (джю: су, сік, англ. juice [dʒu: s]), ワイフ (вайфу, дружина, англ. wife [waɪf]), センター (сента:, центр, англ. Center).